# Hope, Québec
Hope är en kommun av typen kanton (municipalité de canton) i provinsen Québec i Kanada. Den ligger i regionen Gaspésie–Îles-de-la-Madeleine i den östra delen av provinsen. Antalet invånare var 584 vid folkräkningen 2021.